# Brodnica (województwo wielkopolskie)
Brodnica – wieś w Polsce położona w województwie wielkopolskim, w powiecie śremskim, siedziba gminy Brodnica. 

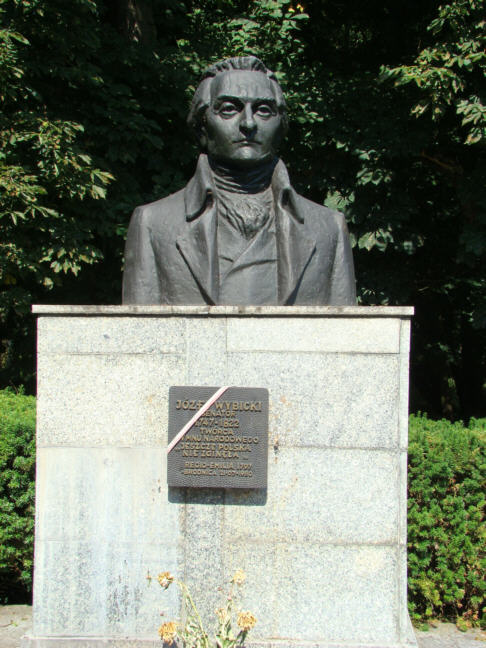
Pomnik Józefa Wybickiego

## Położenie
Wieś Brodnica położona 10 km na północny zachód od Śremu przy drodze powiatowej nr 2463 z Grabianowa do Mosiny oraz drogach powiatowych nr 4062 z Iłówca do Psarskie oraz nr 4065 do Chaław.

## Historia
Miejscowość pierwotnie była związana z Wielkopolską. Istnieje co najmniej od pierwszej połowy XIII wieku i ma średniowieczną metrykę. Po raz pierwszy odnotowane zostało w łacińskim dokumencie z 1230 pod nazwą "Brodenits", 1247 "Brodnicz", 1298 "Brodnicza", 1301 "Brodnica", 1395 "Brodziniczka, Brodnice, Brodnicze"
.
Okolice miejscowości były zasiedlone jednak już wcześniej niż odnotowały to zachowane zapisy historyczne. Na terenie wsi archeolodzy odkryli skarb srebrny datowany na połowę X-XI wieku.
Wieś była początkowo własnością szlachecką należącą do lokalnej szlachty z rodu Brodnickich, którzy od jej nazwy przyjęli odmiejscowe nazwisko, a także do Błociszewskich. W 1435 miejscowość leżała w powiecie kościańskim województwa poznańskiego w Koronie Królestwa Polskiego. Od 1298 była siedzibą własnej parafii, a w 1510 należała do dekanatu Kościan. Brodnica uzyskała lokację miejską przed 1418 rokiem, zdegradowana przed 1510 rokiem.
Pierwsze historyczne zapisy związane ze wsią pochodzą z dokumentów procesowych. W 1230 odnotowano świadka Czesława z Brodnicy, w 1247 Marcina, syna Czesława, a w 1366 Bogusława dziedzica brodnickiego. W 1301 Stampota, syn Czesława zwanego Brodnica, za zgodą swoich dzieci Mikołaja i Floriana oraz brata Świętomira sprzedał arcybiskupowi 1/3 dóbr Pątnów w powiecie konińskim, ponieważ arcybiskup wykupił go z niewoli w Koninie za 45 grzywien srebra.
W latach 1392-1410 właścicielem we wsi był Paszek z Brodnicy i z Krajkowa, który w latach 1392-1410 był chorążym kaliskim. W 1393 prowadząc spór sądowy za Świętomirem z Brodnicy miał okazać sądowi swoje dokumenty. W 1394 toczył spór z Wawrzyńcem Łódzkim z Będlewa o 60 grzywien. W latach 1394-1400 był w sporze z Piotrem Czepurskim o 50 grzywien. W 1397 toczył spór z Wawrzyńcem Łódzkim o długi żydowskie prawdopodobnie Świętomira z Brodnicy. W 1399 odnotowany został w kolejnym procesie z Dziersławem Taczanowskim o Klonowiec.
W 1393-1407 odnotowano Świętomira z Brodnicy. W 1397 był on w sporze sądowym z młodym Wyszotą o 24 grzywny. W 1398 toczył spór z Wawrzyńcem Będlewskim o porękę 79 grzywien w sprawie z Żydami. W 1407 został pozwany przez Mikołaja Będlewskiego syna Wawrzyńca o 79 grzywien. W 1395 wspomniano Grzymka z Brodnicy, który przegrał proces z Hanką z Sulewa (obecnie Sulejewo) o 20 grzywien. W latach 1401-1405 odnotowano w historycznych dokumentach Jana Brodnickiego, który od nazwy wsi przyjął odmiejscowe nazwisko.
W latach 1408-1419 wspomniany został Mikołaj Ptaszkowski z Brodnicy herbu Herb Ostoja. Od różnych majętności wymiennie nosił on różne nazwiska: od wsi Ptaszkowo zwany był Ptaszkowskim, od Brodnicy Brodnickim, a od Błociszewa zwany był Błociszewskim. Był kasztelanem santockim w latach 1401-1415, sędzią poznańskim w latach 1415-1419 oraz bratem Jana z Błociszewa. W 1408 miał zastaw na połowie Brodnicy, z którego miał nie ustępować, dopóki nie otrzyma 79 grzywien, do których zgłosił także pretensje Mikołaj Będlewski, ponieważ jego ojcu Wawrzyńcowi przysądzono niegdyś tę sumę od Świętomira Błociszewskiego z Brodnicy. Mikołaj Ptaszkowski w latach 1417-1418 posiadał też Krajkowo.
W 1435 Andrzej i Mikołaj Brodniccy, synowie Mikołaja, zapisali z zastrzeżeniem prawa wykupu, każdy po 5 grzywien czynszu od sumy 50 grzywien na swojej 1/3 miasta oraz wsi Brodnica. W 1446 zapisali zakonnicom, dominikankom ze św. Katarzyny w Poznaniu 10 grzywien czynszu z prawem wykupu za 100 grzywien na mieście Brodnica oraz wsi Brodnica. Dokonali także podziału dóbr: Andrzej otrzymał od brata część Brodnicy wykupionej od Przedpełka Mościca, tzn. 1/2 dworu, ogród, łąkę, czyli trawnik, oraz łąkę leżącą pomiędzy ogrodem a brodem Obrytka (org "Obrithka"), a Mikołaj otrzymał łąkę wymierzoną z łąki zwanej "Obrytka" oraz nabyte od Mościca prawa do wsi Kadzewo i Marszewo.
Źródła historyczne odnotowały również zwykłych mieszkańców wsi. W 1395 karczmarza Janusza z Brodnicy, który prowadził spór o karczmę w Manieczkach. W 1418 wspomniano świadków z Brodnicy Andrzeja Rutha, Marda, Woytha oraz Wawrzycha. W 1432 Maćka Przybyszewica karczmarza. W 1531 Warwasa z Brodnicy uprawiającego wioseczkę (łac. "villula") o nazwie "Polne" należącą do kapituły katedry poznańskiej, leżącą koło Górki pod Brodnicą, który w zamian za prawo do uprawy płacił kapitule jeden wiardunek czynszu.
W latach 1426–1581 miejscowość była znana jako miasto. W 1445 potomkowie Czesława, Andrzej i Mikołaj, dokonali podziału majątku. W czasie wojny trzynastoletniej Brodnica wystawiła w 1458 roku jednego pieszego na odsiecz oblężonej polskiej załogi Zamku w Malborku. W 1562 całość Brodnicy znalazła się w rękach Łodziów, którzy używali nazwiska Brodniccy. Częsta zmiana właścicieli majątków następowała od XVII do XIX wieku.
Miejscowość odnotowały również historyczne rejestry podatkowe. W 1507 wieś płaciła podatki od ról. Z tego roku pochodzi też wzmianka w rejestrze szosu. W 1530 miał miejsce pobór od 10 łanów, od dwóch młynów korzecznych oraz od dwóch wiatraków. W 1535 w Brodnicy stał jeden młyn zbożowy oraz jeden wiatrak oba opustoszałe. W 1562 dziedzicami w Brodnicy byli Feliks Brodnicki oraz jego bratankowie Jan i Maciej synowie Marcina. W 1563 Feliks Brodnicki zapłacił pobór od 5 łanów, a w tym od dwóch łanów po pożarze, a także od jednego rzemieślnika. Jan Brodnicki natomiast zapłacił od 6 łanów, dwóch kotłów do palenia gorzałki oraz od 5 rzemieślników. W 1566 Feliks Brodnicki zapłacił pobór od 4,5 łana w tym dwóch łanów po pożarze, oraz od 4 zagrodników, a Maciej Brodnicki zapłacił od 4 łanów, 3 kotłów do palenia gorzałki oraz od trzech rzemieślników. W 1581 Katarzyna Rydzyńska wdowa po Feliksie Brodnickim zapłaciła pobór od 7 łanów, 4 zagrodników, dwóch komorników, trzech rzemieślników, jednego kolonisty, dwóch kotłów gorzałki oraz jej wyszynku, a takze od 4 beczek śledzi, trzech beczek soli, jednego rzeźnika, młyna walnego oraz wiatraka. Natomiast Maciej Brodnicki zapłacił pobór podatkowy od 5 łanów, 4 zagrodników, trzech komorników, jednego młyna walnego oraz wiatraka.
W latach 1975–1998 miejscowość administracyjnie należała do województwa poznańskiego.
Wskutek II rozbioru Polski w 1793, miejscowość przeszła pod władanie Prus i jak cała Wielkopolska znalazła się w zaborze pruskim. W XIX wieku właścicielami byli Chłapowscy, w roku 1939 Mańkowscy. Podczas okupacji niemieckiej administracja nazistowska wprowadziła dla miejscowości kolejne sztuczne nazwy okupacyjne Hochkirch (1939–1943) i Brodenkirch (1943-1945). Obecnie wieś pełni funkcje usługowe dla rolników, działają niewielkie zakłady rzemieślnicze i usługowe. Od 1994 Brodnica ma swój herb.

## Zabytki
Zabytkami chronionymi prawnie są:

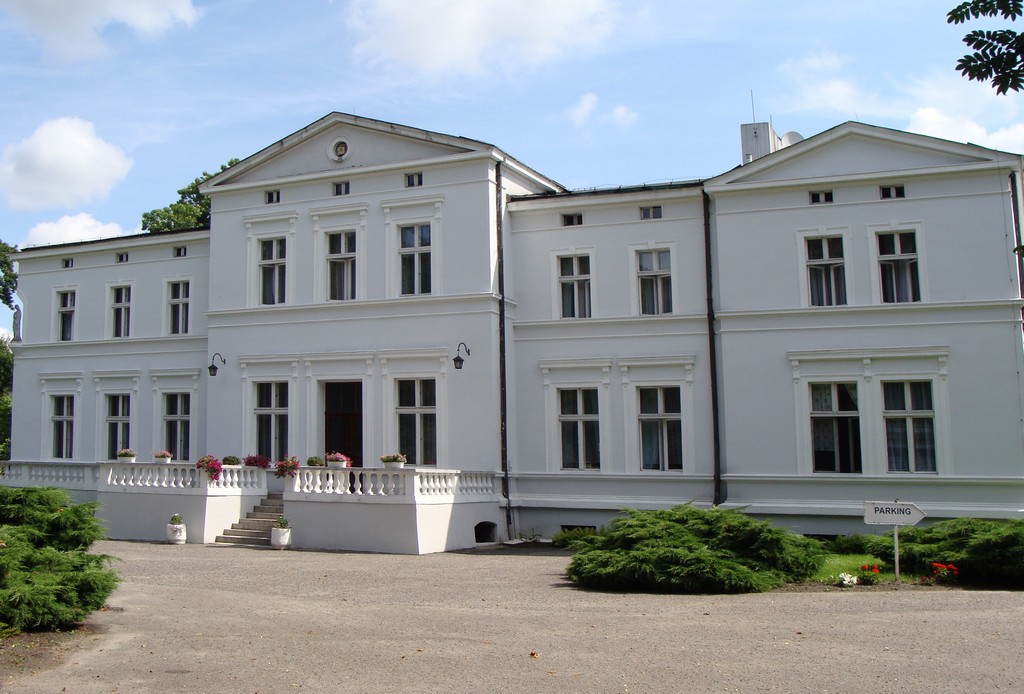
Dwór z 1890 roku

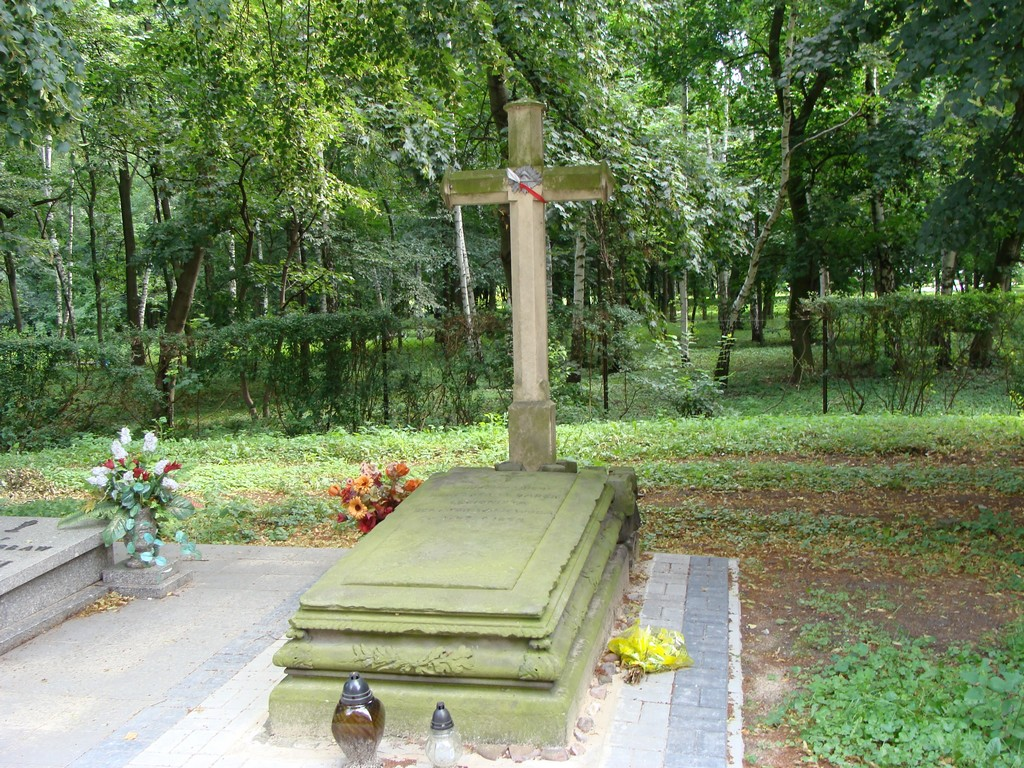
Grób Józefa Wybickiego

- Kościół Świętej Katarzyny Aleksandryjskiej – zbudowany w stylu neogotyckim w latach 1867-1870 według projektu Stanisława Hebanowskiego, twórcy Teatru Polskiego w Poznaniu. Poświęcenia dokonano 25 listopada 1870. W 1890 dobudowano wieżę o wysokości 48 m i transept. W ołtarzu głównym jest tryptyk z obrazem Matki Boskiej Częstochowskiej z 1965, w płycinach znajdują się malowane postacie świętych, po zamknięciu tryptyk przedstawia Zwiastowanie Najświętszej Marii Panny. Do wyposażenia kościoła należą: późnobarokowe rzeźby i klasycystyczne tabernakulum. We wnętrzu są również epitafia Chłapowskich. Na zewnętrznej ścianie znajdują się tablice epitafijne dawnych właścicieli wsi Moraczewskich i Mańkowskich oraz kaplica grobowa Koźmianów i Wilczyńskich (pochowany jest w niej m.in. Stanisław Egbert Koźmian[11]). Na bramie wejściowej widnieje tablica z 1989 poświęcona fundatorom kościoła.
- Eklektyczny dwór – z 1890, wzniesiony przez Wacława Mańkowskiego, w narożu budynku jest figura Matki Boskiej Jazłowieckiej. W pałacu znajdowały się przejściowo mieszkania, szkoła, ośrodek zdrowia, ośrodek praktyk studenckich oraz Urząd Gminy. Obecnie mieści się tutaj ekskluzywny hotel. Do dworu prowadzi aleja kasztanowców i lip.
- Park podworski – o powierzchni 5,56 ha, znajduje się w nim 25 kasztanowców zwyczajnych i 12 lip drobnolistnych, oraz pomnik Józefa Wybickiego z 1980,  projektu Grzegorza Kowalskiego.

Pozostałymi zabytkami wsi są:
- Pusty grób gen. Józefa Wybickiego – z 1880, którego prochy przeniesiono w 1923 roku do kościoła Św. Wojciecha w Poznaniu.
- Zespół folwarczny i kolonia czworaków z XIX/XX wieku - ozdobiona w narożach budynków figurami świętych.

We wsi jest Szkoła Podstawowa im. Hymnu Narodowego w dwóch budynkach, z początku XX wieku i z 1999. Przy placówce znajdują się tablice z pierwszą strofą hymnu. Do świątków przydrożnych należy m.in. figura Matki Boskiej Niepokalanie Poczętej z 1954.